# عشق او را احساس کن
«عشق او را احساس کن» (انگلیسی: Feel Her Love) پنجمین قسمت از فصل دوم مجموعه تلویزیونی درام پسا آخرالزمانی آمریکایی آخرین بازمانده از ما است. این قسمت که توسط کریگ مازن، یکی از سازندگان این مجموعه، نوشته و توسط استیون ویلیامز کارگردانی شده است، در ۱۱ مه ۲۰۲۵ از شبکهٔ اچ‌بی‌او پخش شد. این قسمت دومین روز حضور الی (بلا رمزی) و دینا (ایزابلا مرسد) در سیاتل را دنبال می‌کند، در حالی که آن‌ها در مسیر خود به‌سوی بیمارستان هستند تا نورا (تاتی گابریل) را یافته و دربارهٔ محل اختفای ابی از او بازجویی کنند.
در این قسمت، هاگ‌ها که در بازی‌ها عامل انتقال آلودگی کوردیسپس هستند، بار دیگر معرفی می‌شوند تا بر مصونیت الی تأکید شود. چندین سکانس به‌گونه‌ای نوشته شده‌اند که با نسخهٔ بازی مطابقت داشته باشند و در فرایند اقتباس زبان سوت زدن سرافیت‌ها، از تیم صدابرداری ناتی داگ مشاوره گرفته شده است.

## داستان
در بیمارستان لیک‌هیل که تحت کنترل جبهه آزادی‌بخش واشینگتن (WLF) اداره می‌شود، گروهبان الیس پارک توسط هانراهان مورد بازجویی قرار می‌گیرد. او عملیاتی را همراه با پسرش، لئون، برای پاکسازی آلوده‌ها در زیرزمین بیمارستان ــ محل آغاز شیوع عفونت در سیاتل ــ رهبری کرده بود. لئون به مادرش اطلاع داده بود که اعضای گشت متوجه شده‌اند کوردیسپس در حال گسترش در هواست و از او خواسته بود محیط را مهر و موم کند. هانراهان از تصمیم الیس تمجید می‌کند و می‌گوید تنها شمار اندکی از افراد باید از ماهیت هوابرد ویروس مطلع شوند، چرا که حفظ بیمارستان اهمیت حیاتی دارد.
الی و دینا، پس از اطمینان از حضور نورا در بیمارستان لیک‌هیل، دومین روزشان را با تصمیم برای عبور از انباری که نیروهای WLF از آن اجتناب می‌کنند، آغاز می‌کنند. در مسیر، با اجساد سرافیت‌های بیشتری مواجه می‌شوند و الی دربارهٔ درگیر کردن دینا دچار تردید می‌شود. دینا بار دیگر تعهدش را برای همراهی با الی در مسیر انتقام یادآور می‌شود و خاطره‌ای از کودکی‌اش تعریف می‌کند؛ زمانی که یک مهاجم را که مادر و خواهرش را کشته بود، به قتل رساند. در انبار، آن‌ها از سوی چند آلودهٔ باهوش موسوم به استاکرز مورد حمله قرار می‌گیرند. الی پیشنهاد می‌دهد خودش را قربانی کند تا دینا بگریزد، اما در لحظه‌ای حیاتی، جسی ــ که به همراه تامی به دنبال آن‌ها به سیاتل آمده بود ــ جانشان را نجات می‌دهد.
این سه نفر از تعقیب نیروهای WLF می‌گریزند؛ تعقیبی که با ورود آن‌ها به پارکی تحت کنترل سرافیت‌ها متوقف می‌شود. آن‌ها شاهد کالبدشکافی یکی از سربازان WLF توسط سرافیت‌ها می‌شوند. در این درگیری، پای دینا با تیر سرافیت‌ها زخمی می‌شود. الی برای منحرف کردن دشمن اقدام می‌کند و جسی دینا را به مکان امنی منتقل می‌نماید. الی متوجه می‌شود بیمارستان در نزدیکی قرار دارد و تصمیم می‌گیرد به تنهایی به مسیرش ادامه دهد.
در بیمارستان لیک‌هیل، الی نورا را یافته و با تهدید اسلحه از او دربارهٔ محل اختفای ابی بازجویی می‌کند. نورا ضمن ابراز پشیمانی از نحوهٔ مرگ جوئل، الی را تحریک کرده و فرار می‌کند. الی در تعقیب او، از تیراندازی نیروهای WLF می‌گریزد و نورا را تا آسانسور بستهٔ بیمارستان دنبال می‌کند. در زیرزمین، الی با اجساد آلودهٔ سربازان WLF ازجمله لئون مواجه می‌شود که از آن‌ها هاگ‌های قارچ خارج می‌شود. نورا، که اکنون آلوده شده، درمی‌یابد که الی همان دختری است که جوئل برای نجاتش گروه فایرفلای، از جمله پدر ابی ــ پزشکی که در پی یافتن درمان بیماری بود ــ را کشته است. الی فاش می‌کند که از اعمال جوئل آگاه بوده است و سپس با برداشتن لوله‌ای، نورا را به شدت شکنجه می‌کند تا محل اختفای ابی را بفهمد.
در یک فلش‌بک، الی در جکسون، وایومینگ از خواب بیدار شده و با جوئل روبه‌رو می‌شود.

## تولید

### ایده‌پردازی و نگارش

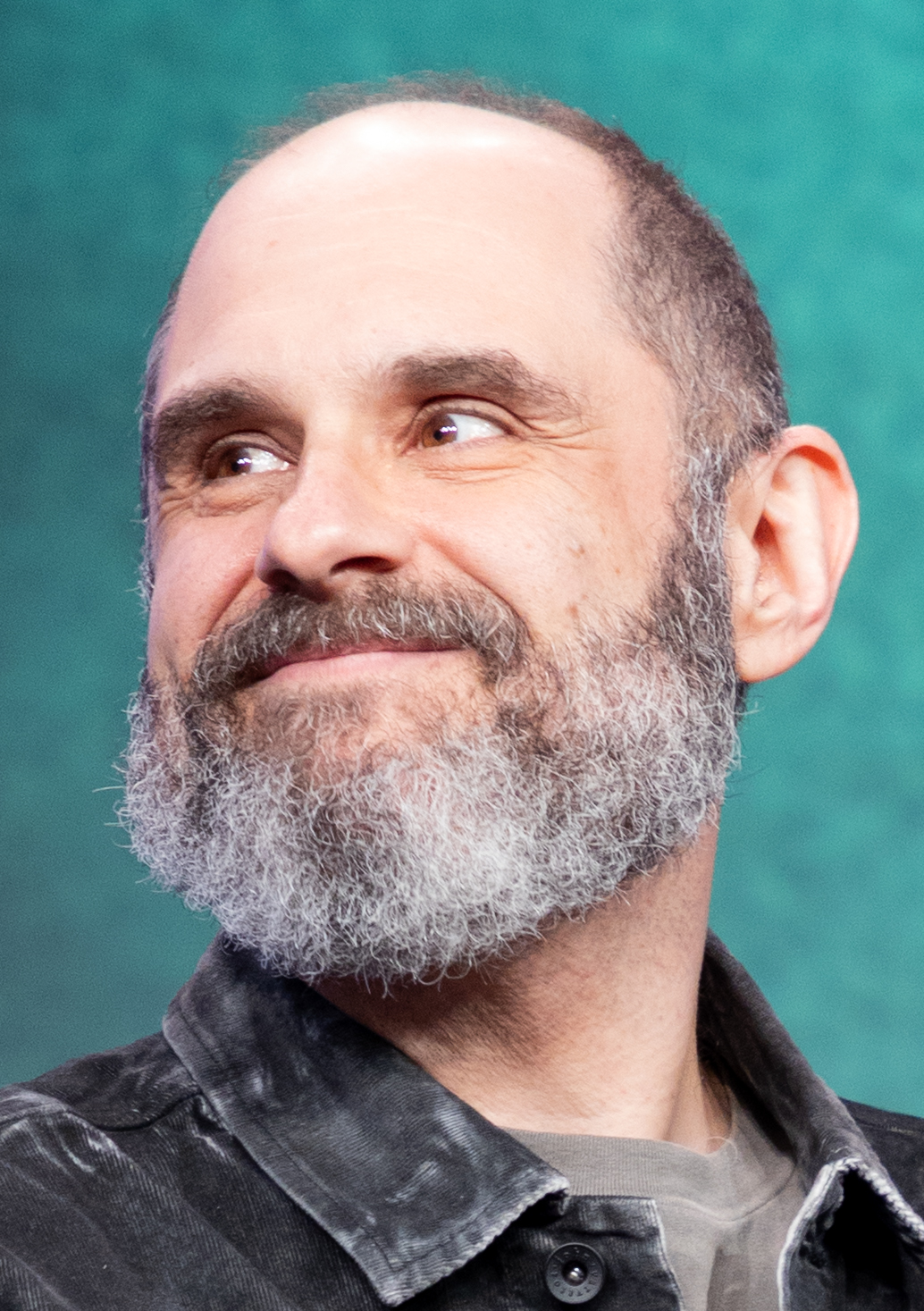
«روز اول» توسط کریگ مازن، یکی از سازندگان این مجموعه نوشته شد.

«عشق او را احساس کن» توسط کریگ مازن، یکی از سازندگان مجموعه آخرین بازمانده از ما نوشته شده و توسط استیون ویلیامز کارگردانی شده است. نویسندگان تصمیم الیس برای فدا کردن پسرش را نقطهٔ مقابل تصمیم جوئل برای نجات الی در فصل اول دانستند.: ۶:۲۳  ویلیامز معتقد بود ابهام موجود در این سکانس، سردرگمی مخاطب و شخصیت‌ها را منعکس می‌کرد. صحنه‌هایی از درگیری میان سرافیت‌ها و WLF ــ همچون اجساد سرافیت‌ها بر دیوار ــ تا حدی الهام‌گرفته از فیلم بیا و بنگر (۱۹۸۵) بودند.: ۱۹:۰۰ 
در حالی که در بازی‌ها عامل انتقال آلودگی، هاگ‌ها هستند، در مجموعه تلویزیونی این عامل به رشته‌های قارچی (tendrils) تغییر یافته بود؛ اما در قسمت «عشق او را احساس کن»، هاگ‌ها بار دیگر معرفی شدند، چرا که نویسندگان خواستند لحظه‌ای را بازسازی کنند که نورا درمی‌یابد الی به دلیل مصونیتش از آلودگی هاگ‌ها تأثیر نمی‌پذیرد. نیل دراکمن، یکی از سازندگان این مجموعه و یکی از نویسندگان و کارگردان نسخهٔ بازی، بازگشت هاگ‌ها را عاملی برای پویایی و حفظ حس تهدید در جهان رو به تحول داستان دانست.: ۴:۰۹  سکانس زیرزمین بیمارستان تا حد زیادی با نسخهٔ بازی مشابه بود، هرچند به دلیل تغییرات زمانی در روایت این مجموعه، بخشی از دیالوگ‌ها تغییر یافته بود. مازن از اینکه نور قرمز محیط باعث شده بود چشمان بلا رمزی (بازیگر نقش الی) تیره و سیاه به نظر برسد، ابراز رضایت کرده: ۵۰:۱۰  و او و تیموتی ای. گود در این سکانس از الی با لقب «بچه کوسه» (baby shark) یاد می‌کردند، به دلیل تاریکی و مرگی که در نگاهش دیده می‌شد.
مازن گزینه‌های متعددی را به جای ترانهٔ «روزهای آینده» از گروه پرل جم در نظر داشت، اما دراکمن معتقد بود استفاده از بخشی کوتاه از همین ترانه تأثیرگذارتر است و هر دو از معانی عمیق‌تر اشعار آن قدردانی کردند.: ۱۳:۳۳  مازن قصد داشت سکانسی را خلق کند که بازگشت جنبهٔ تاریک شخصیت الی و میل او به مجازات را القا کند. او هنگام تماشای سکانس با تدوین‌گر تیموتی ای. گود، صدای غرشی ضعیف را شنید که ابتدا تصور می‌کرد به دست گود اضافه شده است؛ اما در واقع این صدا از اتاق مجاور می‌آمد، جایی که امیلی مندز در حال تدوین قسمت هفتم این فصل بود. آن‌ها این صدا را برداشتند و به قسمت «عشق او را احساس کن» اضافه کردند؛ مازن این اتفاق را خوش‌یمن توصیف کرد.: ۱۴:۰۸ 
در هنگام نوشتن سکانس سرافیت‌ها در جنگل، مازن احساسی را به یاد آورد که هنگام بازی و شنیدن سوت‌های این گروه تجربه کرده بود.: ۳۵:۵۴  تیم صدابرداری مجموعه با بخش صدابرداری استودیو ناتی داگ ــ که برای نسخهٔ بازی، زبان سوتی ویژه‌ای برای سرافیت‌ها طراحی کرده بود ــ جلسه‌ای برگزار کرد تا این زبان را فرا بگیرند و منابع صوتی را به اشتراک بگذارند. سوت‌ها برای این قسمت دوباره ضبط شدند؛ برخی از آن‌ها برای تأثیرگذاری احساسی بیشتر، کمی تغییر یافتند اما به‌طور کلی مشابه نمونه‌های بازی بودند.: ۳۶:۳۲  نویسندگان نمی‌خواستند سکانس‌هایی مانند شکافتن شکم سرباز WLF توسط سرافیت‌ها صرفاً برای ایجاد شوک به مخاطب گنجانده شود، بلکه هدف آن‌ها تأثیرگذاری واقعی بر شخصیت‌ها و بیننده بود.: ۳۸:۲۳  تصمیم برای تیر خوردن دینا با تیرکمان به جای الی، برخاسته از تمرکز بیشتر این مجموعه بر واقع‌گرایی بود؛ چرا که در صورت مجروح شدن الی، همان‌طور که در نسخهٔ بازی اتفاق می‌افتد، ادامهٔ مسیر برای او غیرممکن می‌شد.: ۴۲:۰۹ 

### بازیگران و شخصیت‌ها

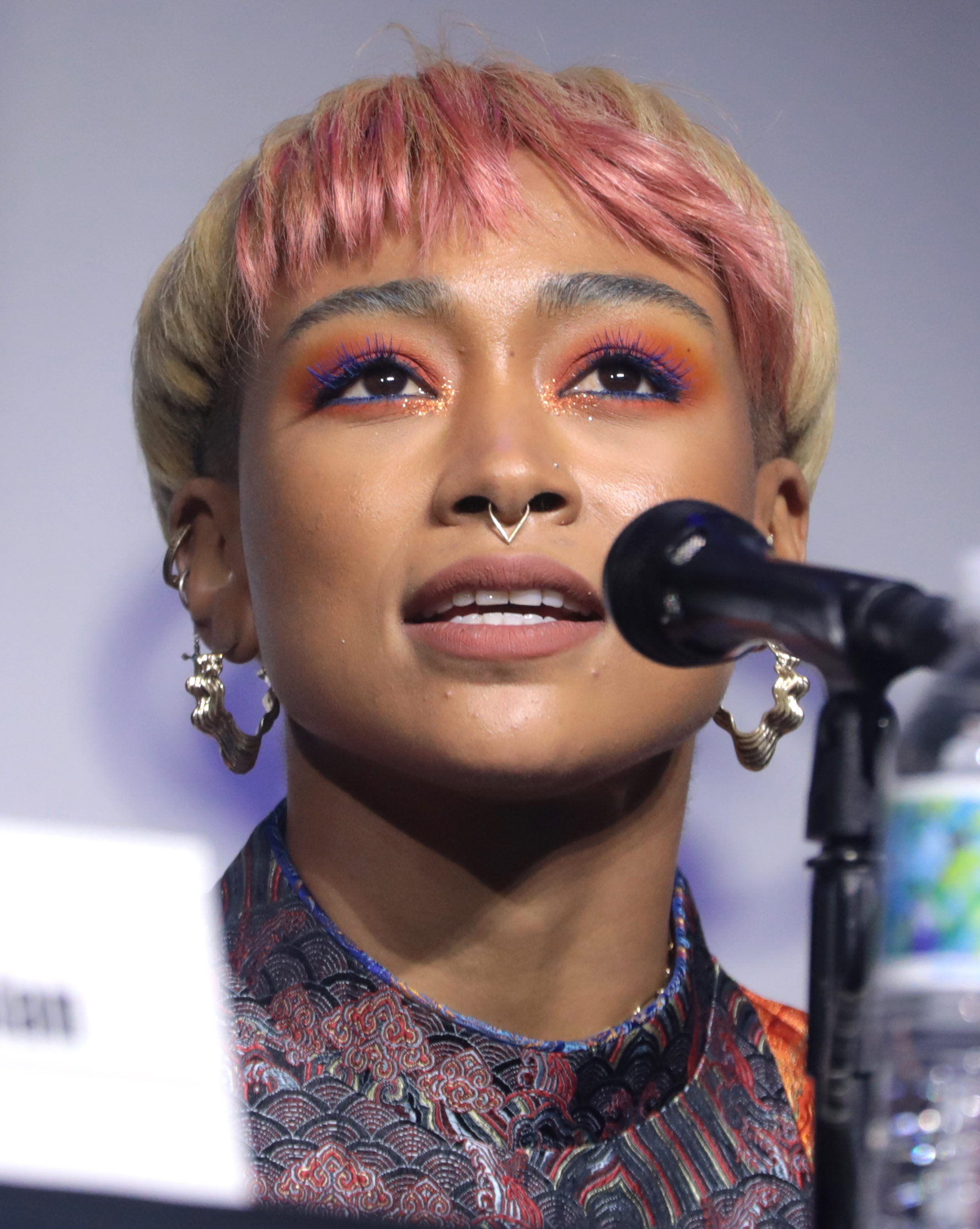
به تاتی گابریل گفته شد که سکانس زیرزمین را طوری بازی کند که انگار نورا مانند یک مسیحی کمی تردید دارد که در حال دیدن چهرهٔ عیسی مسیح یا چهرهٔ خدا است.

ایزابلا مرسد دو ماه پیش از فیلم‌برداری، مونولوگ دینا دربارهٔ خانواده‌اش را تمرین کرده بود.: ۲۱:۵۴  او معتقد بود مرگ خانوادهٔ دینا «باید پیامی متفاوت برای او به همراه می‌داشت»، اما در عوض، دینا از آن به عنوان توجیهی برای ادامهٔ مسیر انتقام خود و الی استفاده می‌کند. مرسد بر این باور بود که صراحت بیان دینا، شیوه‌ای برای مواجهه با آسیب‌های روحی‌اش است. یانگ مازینو، بازیگر نقش جسی، نیز عقیده داشت شخصیتش بیش از آنکه از رابطهٔ احساسی الی و دینا آزرده باشد، از مأموریت انتقامی آن‌ها ناراحت است و گفته بود از اینکه مجبور شد آن‌ها را نجات دهد، «عصبانی بود».
تاتی گابریل، بازیگر نقش نورا، در زمان فیلم‌برداری با مرگ یکی از نزدیکانش روبه‌رو شده بود و به گفتهٔ خودش، در آن دوره «ذهنش مدام درگیر و ناپایدار» بود. او نخستین سکانس‌های نورا را طوری بازی کرد که گویی شخصیت در حال نوعی گسست ذهنی است و میان عدالت و خشونت مرگ جوئل گرفتار شده. گابریل معتقد بود رفتار نورا از وفاداری‌اش به ابی و پدرش نشأت می‌گیرد، چرا که مرگ فایرفلایز به دست جوئل را «نابودکنندهٔ آیندهٔ جهان» می‌دانست. او سکانس عذرخواهی نورا از الی را کاملاً واقعی و از روی همدلی بازی کرد، زیرا باور داشت نورا نیز از خشونت مرگ جوئل آسیب دیده، با آنکه معتقد بود جوئل سزاوار اجرای عدالت به خاطر اعمالش بوده است. استیون ویلیامز در انجام حرکات بدلکاری محتاط بود؛ زمانی که گابریل هنگام فرود اشتباه در چاه آسانسور به درستی فرود نیامد، علی‌رغم اصرار گابریل برای ادامه، فیلم‌برداری آن روز را متوقف کرد و گفت «قلبم دیگر تحملش را نداشت».
گابریل با «با علاقه و دقت فراوان» دربارهٔ چگونگی ابتلای نورا به عفونت از طریق هاگ‌ها با مازن گفت‌وگو کرد تا از درستی جزئیات اطمینان یابد. نورا در حالی که عفونت ذهنش را دربر می‌گیرد، دچار لرزش می‌شود؛ کاری که گابریل آن را «احتمالاً سخت‌ترین کاری که تاکنون به عنوان یک بازیگر انجام داده‌ام» توصیف کرد. زمانی که نورا متوجه می‌شود که الی مصون است، ویلیامز و مازن این سکانس را برای گابریل اینگونه توضیح دادند که نورا مانند یک مسیحی کمی تردید دارد که در حال دیدن چهرهٔ عیسی مسیح یا چهرهٔ خدا است.: ۵۰:۵۳  گابریل معتقد بود که نورا پس از کشف این که الی از اقدامات جوئل مطلع است، به این نتیجه رسید که هیچ امیدی ندارد، زیرا این به این معناست که جستجوی او فقط برای انتقام است. او به خاطر آورد که تصمیم و اراده در چشم‌های رمزی به او کمک کرد تا احساسات نورا را در هنگام التماس کردن به الی پیدا کند. گابریل اصرار داشت که رمزی هنگام فیلم‌برداری او را محکم‌تر بزند، چون به نظرش این کار منصفانه بود؛ زیرا خودش در جریان فیلم‌برداری قسمت دوم، ساعت‌ها رمزی را روی زمین نگه داشته بود.

### فیلم‌برداری
تولید این قسمت حدود ماه مه ۲۰۲۴ آغاز شد. کسینیا سِرِدا، مدیر فیلم‌بردار این مجموعه، در این قسمت با ویلیامز همکاری داشت. فیلم‌برداری در ۱۲ ژوئیه در داون‌تاون ایست‌ساید انجام شد و در ۱۳ ژوئیه به پارک استنلی و در ۲۵ ژوئیه به مرکز شهر ونکوور منتقل شد. بخشی از پارک هاربر گرین در بندر کول از ۲۵ تا ۲۷ ژوئیه برای تولید بسته شد؛ این سکانس شامل خودروهای رهاشده و پوشش گیاهی انبوه بود. پارک استنلی برای سکانس‌های گروه سرافیت‌ها استفاده شد. مدیر مکان‌یابی، نیکول شارترند، این انتخاب را بازتابی از «رشد بیش از حد طبیعت در یک محیط شهری» توصیف کرد.: ۳:۰۷  ویلیامز اطمینان حاصل کرد که این سکانس بر پایهٔ شخصیت‌ها استوار باشد تا صرفاً مانند «یک سکانس اکشن بزرگ و بی‌محتوا» به نظر نرسد.
فیلم‌برداری در ۲۸ ژوئیه در نیو وست مینستر، در ۲۹ ژوئیه در تئاتر اورفیوم و از ۹ تا ۱۳ اوت در اطراف خیابان‌های کوردووا و کامبی در گَستاون انجام شد. تیم‌های جلوه‌های بصری سالن تئاتر را به صورت دیجیتالی کهنه‌نما کردند، در حالی که بخشی از پاکیزگی آن را حفظ کردند تا نشان دهند این مکان نسبتاً محافظت‌شده باقی مانده است. مازن و دراکمن از شباهت این مکان به نسخهٔ بازی راضی بودند؛ برخی عناصر نیز توسط طراح صحنه، دان مکاولی و تیمش ساخته شد تا از نظر بصری بیشتر با نسخهٔ بازی مطابقت داشته باشد، از جمله طرح فرش.: ۱۶:۵۵ 
سکانس‌هایی که در آن استاکرز (نوعی از آلوده‌ها) حضور دارند، در یک کارخانه لبنیات قدیمی در بریتیش کلمبیا فیلم‌برداری شد؛ این مکان برخی از لباس‌ها و وسایل صحنه‌ای فصل اول مجموعه تلویزیونی شوگون را نیز در خود جای داده بود.: ۲۴:۳۲  چشمان استاکرز طوری طراحی شده بود که بازتاب نور در شب را مانند حیواناتی نظیر سگ یا گوسفند ایجاد کند؛ مازن می‌خواست اطمینان حاصل کند که ظاهر آن‌ها واقع‌گرایانه باشد و شبیه موجوداتی خیالی مانند جاواها از جنگ ستارگان به نظر نرسند و دراکمن نیز اعتقاد داشت که این طراحی بازتابی از پیشرفت عفونت و خوردگی چشمان آن‌ها مانند آب‌مروارید است.: ۲۸:۴۰  بازیگرانی که نقش استاکرز را ایفا می‌کردند، حرکات خاصی را تمرین کرده بودند که حالتی شبیه به رقص داشت.: ۱:۰۰  وقتی جسی وارد صحنه می‌شود، مدیر فیلم‌برداری، کسینیا سِرِدا، از ابزاری از برند لنزبیبی استفاده کرد تا با ایجاد جلوه‌ای محو و تار در لنز، حس سردرگمی الی را منتقل کند—در حالی که او برای لحظه‌ای جسی را با جوئل اشتباه می‌گیرد.: ۲۹:۳۲ 

## بازخورد

### پخش
این قسمت در ۱۱ مه ۲۰۲۵ از شبکهٔ اچ‌بی‌او پخش شد.

### بازخورد منتقدان
«عشق او را احساس کن» در وبگاه راتن تومیتوز بر اساس پنج نقد، امتیاز تأییدی ۱۰۰٪ را کسب کرده است. برایننا آدامز از دن آو گیک این قسمت را «نمایشی فوق‌العاده در زمینه مقدمه‌چینی برای خطرات پیش‌رو» توصیف کرد و سایمون کاردی از آی‌جی‌ان آن را «قسمتی خوب، اما نه در سطح قسمت قبلی» دانست. کیتی دال از کامیک بوک ریسورسز این قسمت را ضعیف‌ترین قسمت فصل تا آن زمان نامید، اما اشاره کرد که «همچنان عالی بودن آن گواهی است بر کیفیت کلی این مجموعه». بن تراورز از ایندی‌وایر کارگردانی استیون ویلیامز را ستود، به ویژه در صحنه حمله استاکر و نحوه قاب‌بندی ورود جسی. چندین منتقد، تصاویر مربوط به هاگ‌ها در زیرزمین را تحسین کردند؛ آلان سپینوال از رولینگ استون این تصاویر را از «به‌یادماندنی‌ترین، ترسناک‌ترین و مشمئزکننده‌ترین سکانس‌های مجموعه تا اینجا» دانست. کنث شپرد از کوتاکو نیز از استفاده از موسیقی «Vanishing Grace» از صحنهٔ زرافه در بازی، در لحظهٔ یافتن گیتار توسط الی تمجید کرد.
الکس زالبن از توتال فیلم بازی بلا رمزی در سکانس زیرزمین بیمارستان را «مانند مار که پوست می‌اندازد» توصیف کرد و کارولین سیده از ای.وی. کلاب نوشت که رمزی «تقریباً طوری بازی می‌کند که گویی الی از آنچه انجام می‌دهد جدا شده و خودش را به معنای واقعی کلمه به ابی تبدیل کرده است». ویکتوریا کندی از یوروگیمر نیز بازی رمزی از «سیر نزولی ذهنی و گسست روانی الی» را تحسین کرد. کیتی دال از کامیک بوک ریسورسز احساس کرد این سکانس هرگونه تردید در توانایی رمزی برای نمایش خشم الی را از بین برد، اگرچه سایمون کاردی از آی‌جی‌ان و مری کسل از اسکرین رنت چندان متقاعد نشدند و کاردی دلیل آن را بخشی از فیلم‌نامه دانست که شخصیت الی را کودکانه نشان می‌دهد. چندین منتقد از نحوهٔ نگارش و بازی‌های الی و دینا در شیمی عاطفی همراه با طنازی میان آن‌ها تمجید کردند، هرچند شپرد از کوتاکو معتقد بود که سرعت بالاتر شکل‌گیری رابطه‌شان در مجموعه به دلیل تغییرات در خط زمانی نسبت به بازی، از تأثیرگذاری آن کاسته است. سیده از ای. وی. کلاب معتقد بود که خودآگاهی شخصیت‌ها باعث شده بی‌پروایی آن‌ها کمتر برای تماشا لذت‌بخش باشد. کندی از یوروگیمر از اجرای هم‌زمانِ ترس و سرکشی در بازی گابریل تمجید کرد و دال از کامیک بوک ریسورسز نیز از پرداخت شخصیتی افزوده‌شده به نقش او قدردانی نمود. سیده بر این باور بود که خاطره دوران کودکی دینا، اگر به صورت فلش‌بک روایت می‌شد به جای مونولوگ، تأثیرگذارتر بود، زیرا در شکل فعلی «بیشتر شبیه تحلیل آکادمیک انگیزه‌های اوست تا تجربه‌ای احساسی». کسل از اسکرین رنت نیز با اینکه این سکانس را فاقد ظرافت دانست زیرا «حاوی مصالحه اخلاقی دقیقی است که الی دلش می‌خواهد بشنود» اما آن را برای شخصیت و مخاطب ضروری تلقی کرد. برخی منتقدان، ورود جسی را یک امداد غیبی ساختگی دانستند و شپرد از کوتاکو معتقد بود که تیره و تارتر بودن شخصیت جسی نسبت به نسخهٔ بازی، به منظور همدل‌پذیرتر جلوه دادن اعمال الی صورت گرفته است.
چندین منتقد از کلد اوپن هراس‌انگیز این قسمت تقدیر کردند و سکانس حملهٔ استاکر را ستودند. همچنین معرفی هاگ‌ها (اسپورها) مورد استقبال قرار گرفت، هرچند سایمون کاردی از آی‌جی‌ان آن‌ها را کم اثر و غیر ضروری دانست. برخی منتقدان پیشرفت داستانی این قسمت را کند ارزیابی کردند؛ نوئل موری از نیویورک تایمز احساس کرد تکرار محیط سیاتل در این فصل، روایت را «خسته‌کننده» و «تاحدی راکد» جلوه می‌دهد و جاشوآ ریورا از ونتی فر بر این باور بود که ریتم این قسمت بدون آشنایی قبلی با بازی‌ها، مخاطب را گیج می‌کند. در ای. وی. کلاب از تکرار مضامین قسمت قبلی انتقاد شد. شپرد از کوتاکو سکانس شکنجهٔ نورا را نسبت به نسخهٔ بازی کم عمق‌تر دانست و به افزودن توضیحات اضافی در آن اشاره کرد و آن را «بزرگ‌ترین نمونه از روندی دانست که در آن شخصیت‌های سیاه‌پوست در آخرین بازمانده از ما به بدترین سرنوشت‌ها دچار می‌شوند». کاردی از آی‌جی‌ان احساس کرد که نمایش ندادن خشونت به‌طور مستقیم، تأثیر آن را کاهش داده و تصویر الی را در مقایسه با آنچه که به ابی در زمان مرگ جوئل اتفاق افتاد، محافظت کرده است. او سکانس پارک سرافیت‌ها را تأثیرگذار دانست و طراحی آن را مشابه با فیلم‌های فرستاده و فهرست کشتار توصیف کرد. سپینوال از رولینگ استون مقایسه‌ای نامساعد بین سرافیت‌ها و فصل‌های آخر مردگان متحرک انجام داد و تمرکز بیش از حد بر روی WLF را نامتعادل دانست: به گونه‌ای که توجه از قهرمانان اصلی برداشته می‌شود، اما به اندازهٔ کافی به توسعهٔ آن‌ها توجه نمی‌شود. بردی لانگمن از اسکوایر نیز بر این باور بود که جنگ سرافیت‌ها و WLF به دلیل تقسیم تمرکز بین این دو گروه، گیج‌کننده شده است. برخی از منتقدان هم به این موضوع اشاره کردند که چگونه شخصیت‌ها توانستند از سربازان WLF فرار کنند بدون آنکه هدف گلوله قرار بگیرند یا دستگیر شوند.